# 伊万·培利耶夫
伊万·亚历山德罗维奇·培利耶夫（Ива́н Алекса́ндрович Пы́рьев，1901年11月17日—1968年2月7日），前苏联电影导演和编剧。他制作的音乐剧和戏剧在国际上都很著名。在他电影制作生涯的后期，他的戏剧片很受欢迎，其中很多都是由费奥多尔·陀思妥耶夫斯基的小说改编的。

## 作品
- 1968 Bratya Karamazovy 导演/编剧
- 1964 Svet Dalekoy Zvezdy 导演
- 1961 Nash Obshchiy Drug 导演
- 1959 Beliye Nochi 导演
- 1958 The Idiot 导演/编剧
- 1954 Ispytaniye Vernosti 导演/编剧
- 1949 幸福的生活 (Kubanskie Kazaki，又名Cossacks Of The Kuban) 导演   主演：玛丽娜·拉代尼娜 (Marina Ladynina)，斯·甫·卢克亚诺夫 (Sergei Lukyanov) 电影插曲包括熟悉的苏联民歌《红莓花儿开》(Kalina，又名The Snowball Tree in Bloom)。
- 1947 Skazaniye o Zemlye Sibirskoy 导演
- 1946 V Shest Chasov Vechera Posle Voyny 导演
- 1942 Sekretar Raykoma 导演
- 1941 Svinarka I Pastukh 导演
- 1939 Traktoristy 导演
- 1938 Bogataya Nevesta 导演
- 1936 Partiynyy Bilet 导演
- 1933 Konveyer Smerti 导演
- 1930 Gosudarstvennyy Chinovnik 导演
- 1927 Bulat-Batyr 第一助理导演
- 1926 Krylya Kholopa 第一助理导演

## 獲獎
- 列寧勳章：1938年、1948年
- 斯大林獎：1941年、1942年、1943年、1946年、1948年、1951年
- 勞動紅旗勳章：1944年、1950年、1951年、1961年
- 蘇聯人民藝術家：1948年
- 俄罗斯苏维埃联邦社会主义共和国功勋艺术工作者：1942年

## 资料
- 纽约时报伊万·培利耶夫介绍页面 2007年6月30日提取
- 伊万·培利耶夫在互联网电影资料库（IMDb）上的資料（英文）
- www.pyrev.ru （页面存档备份，存于） （俄文）